# Gwendolyn Brooks
Pour les articles homonymes, voir Brooks.
Gwendolyn Elizabeth Brooks (7 juin 1917 à Topeka, Kansas - 3 décembre 2000 à Chicago, Illinois), poète américaine et professeure, est la première femme afro-américaine à recevoir le prix Pulitzer pour la poésie. Il lui est décerné en 1950 pour son second recueil de poèmes, Annie Allen.
Durant sa carrière, elle reçoit de nombreuses autres distinctions. En 1968, elle est nommée poète lauréate de l'Illinois et conserve ce statut jusqu'à la fin de sa vie en 2000. En 1976, elle devient la première afro-américaine élue à l’Académie américaine des arts et des lettres. En 1985 et 1986, elle est consultante pour le domaine de la poésie auprès de la Bibliothèque du Congrès, poste occupé pour la première fois par une Africaine-Américaine,.

## Biographie

### Jeunesse et formation
Gwendolyn Elizabeth Brooks naît le 7 juin 1917 à Topeka, Kansas,,,. Elle est l'aînée de David Anderson Brooks et Keziah (Wims) Brooks. Sa mère est enseignante et pianiste, son père gardien dans une entreprise de musique. La légende familiale dit que son grand père paternel aurait fui l’esclavage pour rejoindre l'armée de l’Union pendant la guerre de sécession américaine. 
Brooks est âgée de six semaines, lorsque sa famille décide de s’installer à Chicago pendant la grande migration afro-américaine. Elle se sent chez elle dans cette ville. Elle commence ses études à la Forestville Elementary School, à Chicago's South Side. Elle suit ensuite des cours dans l’une des écoles supérieures les plus élitistes de la ville, dont les étudiants sont en majorité blancs : la Hyde Park High School (Massachusetts) (en). Puis elle rejoint la Wendell Phillips Academy High School (en), où les étudiants sont en très grande majorité des afro-américains et enfin l'établissement le plus mixte des trois, la Englewood Technical Prep Academy (en). Selon l’auteur de sa biographie Kenny Jackson Williams : « ces trois écoles lui donnèrent une idée des dynamiques raciales en mouvement dans la ville, qui influence depuis toujours ses écrits »,,.
En 1936, elle obtient son diplôme supérieur au Wilson Junior College, connu aujourd'hui sous le nom de Kennedy–King College (en). Brooks décide de ne pas poursuivre ses études jusqu’au master car elle sait qu’elle veut se consacrer à l'écriture. « Je ne suis pas une universitaire » dit-elle plus tard. « Je suis juste une écrivaine, j’aime écrire et je compte continuer à le faire ». Pour gagner sa vie, Brooks est directrice de publicité à la National Association for the Advancement of Colored People (NAACP) à Chicago. Chicago restera une référence importante pour le reste de sa vie. 

### Carrière

#### Carrière littéraire
Brooks publie son premier poème, « Eventide », dans un magazine pour enfants, American Childhood, quand elle a 13 ans.  À l’âge de 16 ans, elle a déjà écrit et publié environ 75 poèmes. À 17 ans, elle commence à soumettre son travail à « Lights and Shadows », la rubrique poétique du Chicago Defender, un journal afro-américain. Ses poèmes, dont beaucoup sont publiés alors qu’elle fréquente le Wilson Junior College, vont de ballades et de sonnets traditionnels à des poèmes utilisant des rythmes de blues en vers libres. Au cours de ses premières années, James Weldon Johnson, Richard Wright et Langston Hughes la félicitent pour son travail poétique et l'encouragent à persévérer. James Weldon Johnson lui envoie la première critique de ses poèmes alors qu’elle n’a que 16 ans.
Ses personnages sont souvent tirés de son expérience de la vie urbaine. Elle dit « je vivais dans un petit appartement au second étage d’un immeuble situé au croisement de deux rues. Je pouvais regarder d’un côté et de l’autre. J'avais le matériel de base pour mon travail ».
En 1941, Brooks participe à des ateliers de poésie. Un événement particulièrement prisé est organisé par Inez Cunningham Stark, une femme blanche aisée avec un fort bagage littéraire. Stark offre des ateliers d’écriture au nouveau South Side Community Art Center, auquel Brooks participe. C’est là qu’elle prend de l'assurance pour poser sa voix et mieux connaître les techniques de ses prédécesseurs. Le célèbre poète Langston Hughes, qui fréquente l’atelier, l'entend lire « The Ballad of Pearl May Lee ». En 1944, elle atteint le but qu’elle poursuit depuis qu’elle a 14 ans et de multiples sollicitations de publication : deux de ses poèmes paraissent dans le numéro de novembre de la revue Poetry . 
Brooks publie son premier recueil de poésie, A Street in Bronzeville (1945), chez Harper & Brothers, grâce au puissant soutien de l’auteur Richard Wright auprès de l’éditeur. Il dit aux directeurs de publication qui lui demandent son opinion sur le travail de Brooks :

« Il n’y a pas ici d’apitoiement sur soi-même, pas de lutte pour les effets. Elle s’empare de la réalité telle qu’elle est et la restitue fidèlement. ... Elle capte facilement le pathos des destins mesquins ; le gémissement des blessés ; les accidents minuscules qui affligent la vie de ceux qui sont désespérément pauvres et le problème des préjugés de couleur parmi les nègres. »

Le livre est immédiatement apprécié par la critique pour ses portraits authentiques et vivants de la vie dans Bronzeville. Brooks dit ultérieurement que c’est la critique élogieuse de Paul Engle dans le Chicago Tribune qui « a fait ma réputation ».  Engle déclare que les poèmes de Brooks ne sont pas davantage « poésie noire » que le travail de Robert Frost n'est « poésie blanche ». Brooks reçoit sa première bourse Guggenheim en 1946 et elle est citée parmi l’une des « Dix jeunes femmes de l’année » dans Mademoiselle magazine.
Le second recueil de poésie de Brooks, Annie Allen (1949), narre la vie et les expériences d’une jeune fille noire qui grandit dans le quartier de Bronzeville à Chicago. Le livre reçoit le prix Pulitzer 1950 pour la poésie et le prix Eunice Tietjens de la revue Poetry.
En 1953, Brooks publie son premier et unique roman intitulé Maud Martha, qui, dans une série de 34 courts récits, retrace la vie d’une femme noire nommée Maud Martha Brown, de l’enfance à l’âge adulte. Il raconte l’histoire d’une « femme qui doute d'elle-même et où et comment elle s’inscrit dans le monde. L’inquiétude de Maud n’est pas tant d'être inférieure, mais qu’elle soit perçue comme étant laide », affirme l’auteur Harry B. Shaw dans son livre Gwendolyn Brooks. Maud souffre de préjugés et de discrimination non seulement de la part des Blancs, mais aussi de la part des Noirs qui ont une peau plus claire que la sienne, ce qui est une référence directe à l’expérience personnelle de Brooks. Finalement, Maud se défend en tournant le dos à une vendeuse condescendante et raciste. « Le sujet du livre est...  le triomphe des humbles », commente Shaw. En revanche, la chercheuse littéraire Mary Helen Washington insiste sur la critique du racisme et du sexisme de Brooks, qualifiant Maud Martha de « roman sur l’amertume, la rage, la haine de soi et le silence qui résulte de la colère réprimée ».
En 1967, l’année de la mort de Langston Hughes, Brooks assiste à la deuxième conférence des écrivains noirs à l’Université Fisk de Nashville. Là, selon l'une des versions des événements, elle rencontre des militants et des artistes tels que Imamu Amiri Baraka, Don L. Lee et d’autres qui lui parlent du nouveau nationalisme culturel noir. Des études récentes affirment qu’elle s'implique dans la politique de gauche à Chicago pendant de nombreuses années et, sous la pression du maccarthysme, adopte une posture nationaliste noire, comme moyen de se distancier de ses relations politiques antérieures. L’expérience de Brooks lors de la conférence inspire nombre de ses activités littéraires ultérieures. Elle enseigne l’écriture créative à certains des Blackstone Rangers de Chicago, un gang criminel violent. En 1968, elle publie l’une de ses œuvres les plus célèbres, In the Mecca, un long poème sur une mère à la recherche de son enfant perdu dans un immeuble de Chicago. Le poème est nommé pour le National Book Award pour la poésie,.
Son récit autobiographique From Part One, réunissant des réminiscences, des interviews, des photographies et des courts récits, paraît en 1972, et Report From Part Two est publié en 1995, alors qu’elle a près de 80 ans.

#### Carrière universitaire
Brooks situe sa première expérience d’enseignement à l’Université de Chicago lorsqu'elle est invitée par l’auteur Frank London Brown à enseigner la littérature américaine. C’est le début de son engagement à partager la poésie et à enseigner l’écriture. Brooks enseigne ensuite dans tout le pays et occupe des postes à Columbia College à Chicago, Northeastern Illinois University, Chicago State University, Elmhurst College, Columbia University et le City College à New York.

### Vie personnelle
En 1939, elle épouse Henry Blakely Lowington Blakely Junior. Ils ont deux enfants, Henry Lowington Blakely III et Nora Brooks Blakely (en). Son mari meurt en 1996. 
Brooks meurt le 3 décembre 2000 à Chicago, en Illinois. Elle est inhumée au cimetière Lincoln. Sa mémoire se perpétue à travers des institutions et des événements qui portent son nom.

### Archives
La Rare Book & Manuscript Library à l'University of Illinois ont acquis des archives auprès de sa fille Nora Blakely,. La Bancroft Library de Université de Californie à Berkeley possède également une collection de ses documents personnels, en particulier de la période 1950 à 1989,.

## Honneurs et prix
- 1946 : boursière de la fondation John-Simon-Guggenheim  pour la poésie[17],[29],
- 1946 : lauréate du Arts and Letters Awards, décerné par l'Académie américaine des arts et des lettres[30],[14]
- 1947 : boursière de la fondation John-Simon-Guggenheim  pour la poésie[29]
- 1950 : lauréate du prix Pulitzer pour la poésie, pour le recueil de poésie Annie Allen, qui décrit en vers la vie d'une jeune fille noire ordinaire grandissant dans le quartier de Bronzeville, à Chicago's South Side[2],[16]
- 1968 : nommée Poète Lauréate de l'Illinois, jusqu'à sa mort en 2000[4],[12],[31],
- 1969 : lauréate du prix Anisfield-Wolf Book, pour son recueil de poèmes In the Mecca[32]
- 1976 : élue comme l'une des 250 membres de l'Académie américaine des arts et des lettres[33],
- 1976 : lauréate du Shelley Memorial Award décerné par la Poetry Society of America[5],[34]
- 1985 : choisie comme consultante pour la poésie auprès de la Bibliothèque du Congrès[4]
- 1988 : cérémonie d'admission au National Women's Hall of Fame[35]
- 1989 : récipiendaire de la médaille Robert Frost pour l'ensemble de sa carrière décerné par la Poetry Society of America[36]
- 1994 : choisie pour présenter la National Endowment for the Humanities' Jefferson Lecture[37]
- 1994 : médaille de la National Book Foundation (en)  pour sa remarquable contribution à la littérature américaine[38][Quoi ?]
- 1995 : récipiendaire de la National Medal of Arts décernée par le National Endowment for the Arts[39]
- 1997 : décorée de l'Order of Lincoln, la plus haute récompense de l’État de l'Illinois[40]
- 1999 : remise d'une bourse de 25 000 $ par l'Academy of American Poets, pour l'ensemble de ses écrits poétiques[41]

## Héritage
Des établissements, des institutions honorent le nom de Brooks :
- 1970 : Gwendolyn Brooks Cultural Center, Western Illinois University, Macomb, Illinois[42]
- 1990 : Gwendolyn Brooks Center for Black Literature and Creative Writing, Chicago State University[43]
- 1995 : Gwendolyn Brooks Elementary School, Aurora, Illinois
- 2001 : Gwendolyn Brooks College Preparatory Academy, Chicago, Illinois[44]
- 2002 : 100 Greatest African Americans[45]
- 2002 : Gwendolyn Brooks Middle School, Oak Park, Illinois[46]
- 2003 : Gwendolyn Brooks Illinois State Library, Springfield, Illinois
- 2004 : Hyacinth Park à Chicago est renommé Gwendolyn Brooks Park[47]
- 2010 : intronisée au Chicago Literary Hall of Fame[48]
- 2012 : honorée sur un timbre postal des États-Unis
- 2015 : l'Union astronomique internationale nomme un cratère sur Mercure « Brooks » en son honneur[49]
- 2017 : plusieurs événements à Chicago célèbrent la date du 100e anniversaire de sa naissance
- 2017–18 : « Our Miss Brooks @ 100 » (OMB100) une célébration de la vie de Brooks. La cérémonie d'ouverture eut lieu le 2 février 2017, au Art Institute of Chicago, animée par des lectures et des échanges autour de l'influence de Brooks par des poètes lauréats du prix Pulitzer, Rita Dove, Yusef Komunyakaa, Gregory Pardlo, Tracy K. Smith et Natasha Trethewey. Clôture le 17 juin 2018[50],[51].
- 2018 : Pour son 101e anniversaire, une statue de Brooks nommée « Gwendolyn Brooks: The Oracle of Bronzeville », a été érigée au Gwendolyn Brooks Park à Chicago[52]

## Œuvres choisies
- (en) A Street in Bronzeville, Harper & Brothers Publishers, 1945
- (en) Annie Allen, Greenwood-Heinemann Publishing, 1972 (1re éd. 1949, Harper Brothers Publishers), 60 p. (ISBN 0837155614)
- (en) Maud Martha, Third World Press, 1992 (1re éd. 1953, Harper Brothers Publishers), 180 p. (ISBN 0883780615, présentation en ligne)
- (en) Bronzeville Boys and Girls (ill. Faith Ringgold), Harper Collins, 2007 (1re éd. 1956, Harper Brothers Publisher) (ISBN 0060295058, présentation en ligne)
- (en) The Bean Eaters, Harpers Brothers Publishers, 1960 (1re éd. 1950)
- (en) In the Mecca, Harper & Row Publishers, 1968 (ISBN 0060105372)
- (en) For Illinois, 1968 : a sesquicentennial poem, Harper, 1968
- (en) Riot, Broadside Press, 1969, 22 p. (ISBN 068530535X)
- (en) Family Pictures, Broadside Press, 1970, 23 p. (ISBN 091029643X)
- (en) Aloneness, Broadside Press, 1971, 16 p. (ISBN 0910296553)
- (en) Report from Part One: An Autobiography, Broadside Press, 1972, 192 p. (ISBN 0614031311)
- (en) Black love, Chicago, Illinois, Brooks Press, 1982
- (en) Brooks Press, Mayor Harold Washington and Chicago, the I will city, Chicago, Illinois, Brooks Press, 1983
- (en) The Near-Johannesburg Boy and Other Poems, Third World Press, 1991 (1re éd. 1986), 31 p. (ISBN 0883780550)
- (en) Winnie, Third World Press, 1996 (1re éd. 1988), 17 p. (ISBN 088378050X, présentation en ligne)
- (en) Report from Part Two (postface D.H. Melhem), Third World Press, 1996, 170 p. (ISBN 088378162X, présentation en ligne)
- (en) In Montgomery: And Other Poems, Third World Press, 2003, 147 p. (ISBN 0883782324)